# Pabelan (Mungkid)
Pabelan is een bestuurslaag in het regentschap Magelang van de provincie Midden-Java, Indonesië. Pabelan telt 8532 inwoners (volkstelling 2010).